# Lanfranco Dettori
Lanfranco Dettori (Milan, 15 décembre 1970 - ) est un jockey italien d’origine sarde. Membre du Hall of Fame des courses britanniques, il est considéré comme étant le meilleur jockey de plat au monde grâce à ses nombreuses victoires sur les cinq continents. 

## Biographie
Lanfranco Dettori, dit Frankie Dettori, est le fils de Gianfranco Dettori, lui-même crack-jockey. Il quitte très jeune son Italie natale pour rentrer en apprentissage chez Luca Cumani à Newmarket.
Dans les années 1990, il obtient un contrat de première monte de la part de l'Écurie Godolphin, avec laquelle il connaîtra une longue association et de nombreux succès. Le 28 septembre 1996, il entre dans l'histoire en remportant les 7 courses de la journée à Ascot.
En 2007, il réussit un triplé inédit en remportant le Derby d'Epsom, le Prix du Jockey Club et le Prix de Diane.
En 2010, Rio de la Plata, en s'imposant dans le Premio Roma lui permet de remporter son 100e groupe 1 pour la casaque Godolphin et en octobre 2011, c'est Dabirsim dans le Prix Jean-Luc Lagardère qui lui offre sa 500e victoire de groupe. Le 21 octobre 2012, l'écurie Godolphin annonce qu'elle se sépare de Lanfranco Dettori. Peu après, il est suspendu six mois en France après un contrôle positif à la cocaïne,. Alors qu'il a dépassé les 200 victoires de groupe 1, il signe un contrat de première monte avec l'émergente et puissante écurie Al Shaqab Racing. En août 2016, il devient le sixième jockey à franchir les 3 000 victoires en Angleterre, après Sir Gordon Richards, Pat Eddery, Lester Piggott, Willie Carson et Doug Smith. En 2017, la victoire de la championne Enable dans le Prix de l'Arc de Triomphe fait de lui le seul détenteur du record de victoires dans la grande épreuve parisienne, avec six succès (Lammtarra en 1995, Sakhee en 2001, Marienbard en 2002, Golden Horn en 2015, Enable en 2017 et 2018). En 2019, il bat son record de victoires en groupe 1, avec 19 succès au plus haut niveau. Il est lauréat du Daily Telegraph Award of Merit en 1996 et admis au Hall of Fame des courses britanniques en 2022. À la fin de cette même année, il annonce qu'il mettra un terme à sa carrière à l'issue de la saison 2023. Mais en octobre 2023 à la fin de ce qui ressemble à une triomphale tournée d'adieux, changement de programme : le jockey-star décide de poursuivre sa carrière en Californie.

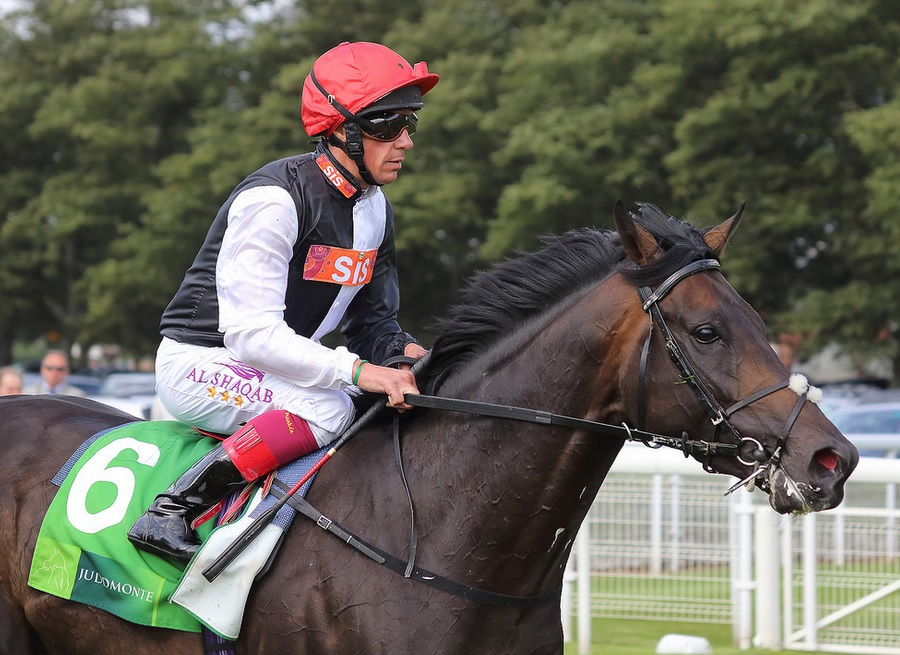
Frankie Dettori en selle sur Golden Horn

## Palmarès (groupe 1uniquement)
Royaume-Uni
- Derby – 2 – Authorized (2007), Golden Horn (2015)
- Oaks – 7 – Balanchine (1994), Moonshell (1995), Kazzia (2002), Enable (2017), Anapurna (2019), Snowfall (2021), Soul Sister (2023)
- 2000 Guinées – 4 – Mark of Esteem (1996), Island Sands (1999), Galileo Gold (2016), Chaldean (2023)
- 1000 Guinées – 4 – Cape Verdi (1998), Kazzia (2002), Blue Bunting (2011), Mother Earth (2021)
- St. Leger – 6 – Classic Cliche (1995), Shantou (1996), Scorpion (2005), Sixties Icon (2006), Conduit (2008), Logician (2019)
- Ascot Gold Cup – 9 – Drum Taps (1992, 1993), Kayf Tara (1998), Papineau (2004), Colour Vision (2012), Stradivarius (2018, 2019, 2020), Courage Mon Ami (2023)
- King George VI and Queen Elizabeth Diamond Stakes – 7 – Lammtarra (1995), Swain (1998), Daylami (1999), Doyen (2004), Enable (2017, 2019, 2020)
- Fillies' Mile – 7 – Shamshir (1990), Glorosia (1997), Teggiano (1999), Crystal Music (2000), White Moonstone (2010), Lyric of Light (2011), Inspiral (2021)
- Queen Elizabeth II Stakes – 6 – Markofdistinction (1990), Mark of Esteem (1996), Dubai Millennium (1999), Ramonti (2007), Poet's Voice (2010), Persuasive (2017)
- Coronation Cup – 6 – Swain (1996), Singspiel (1997), Daylami (1999), Mutafaweq (2001), Cracksman (2018), Emily Upjohn (2023)
- International Stakes – 6 – Halling (1996), Singspiel (1997), Sakhee (2001), Sulamani (2004), Authorized (2007), Mostahdaf (2023)
- Sussex Stakes – 5 – Second Set (1991), Aljabr (1999), Noverre (2001), Ramonti (2007), Too Darn Hot (2019)
- Middle Park Stakes – 4 – Bahamian Bounty (1996), Lujain (1998), Dutch Art (2006), Shaala (2015)
- Prince of Wales's Stakes – 4 – Fantastic Light (2001), Grandera (2002), Rewilding (2011), Crystal Ocean (2019)
- Eclipse Stakes – 4 – Daylami (1998), Refuse To Bend (2004), Golden Horn (2015), Enable (2019)
- Yorkshire Oaks – 4 – Only Royale (1994), Blue Bunting (2011), Enable (2017, 2019)
- Lockinge Stakes – 4 – Emperor Jones (1994), Aljabr (2000), Creachadoir (2008), Olympic Glory (2014), Palace Pier (2021)
- Queen Anne Stakes – 4 – Dubai Destination (2003), Refuse to Bend (2004), Ramonti (2007), Palace Pier (2021)
- St. James's Palace Stakes – 4 – Starborough (1997), Galileo Gold (2016), Without Parole (2018), Palace Pier (2020)
- Nunthorpe Stakes – 3 – Lochsong (1993), So Factual (1995), Lochangel (1998)
- Dewhurst Stakes – 3 – Too Darn Hot (2018), St Mark's Basilica (2020), Chaldean (2022)
- British Champions Fillies' and Mares' Stakes – 3 – Journey (2016), Star Catcher (2019), Emily Upjohn (2022)
- Champion Stakes – 3 – Cracksman (2017, 2018), King of Steel (2023)
- Nassau Stakes – 2 – Lailani (2001), Ouija Board (2006)
- Cheveley Park Stakes  – 2 – Regal Rose (2000), Carry on Katie (2003)
- Futurity Trophy – 2 – Authorized (2006), Casamento (2010)
- Goodwood Cup – 2 – Stradivarius (2019, 2020)
- Coronation Stakes – 2 – Alpine Star (2020), Inspiral (2022)
- Sun Chariot Stakes – 1 – Red Slippers (1992)
- King's Stand Stakes – 1 – Lochsong (1994)
- Haydock Sprint Cup – 1 – Diktat (1999)
- Falmouth Stakes – 1 – Nahoodh (2008)
- Diamond Jubilee Stakes – 1 – Undrafted (2015)
- Commonwealth Cup – 1 – Advertise (2019)
- British Champions Sprint Stakes – 1 – Kinross (2022)

 France
- Prix de l'Arc de Triomphe – 6 – Lammtarra (1995), Sakhee (2001), Marienbard (2002), Golden Horn (2015), Enable (2017, 2018).
- Prix du Jockey Club – 3 – Polytain (1992), Shamardal (2005), Lawman (2007)
- Prix de Diane – 2 – West Wind (2007), Star of Seville (2015)
- Poule d'Essai des Poulains – 3 – Vettori (1995), Bachir (2000), Shamardal (2005)
- Prix Jacques Le Marois – 8 – Dubai Millennium (1999), Muhtathir (2000), Librettist (2006), Al Wukair (2017), Palace Pier (2020, 2021), Inspiral (2022, 2023)
- Prix Morny – 6 – Bahamian Bounty (1996), Dabirsim (2011), The Wow Signal (2014), Shaala (2015), Lady Aurelia (2016), Campanelle (2020)
- Prix Jean Prat – 4 – Torrential (1995), Starborough (1997), Almutawakel (1998), Too Darn Hot (2019)
- Prix de l'Abbaye de Longchamp – 3 – Lochsong (1993, 1994), Var (2004)
- Prix Jean Romanet – 3 – Folk Opera (2008), Ribbons (2014), Coronet (2019)
- Prix Vermeille – 3 – Mezzo Soprano (2003), Trêve (2013), Star Catcher (2019)
- Prix Jean-Luc Lagardère – 3 – Rio de la Plata (2007), Dabirsim (2011), Angel Bleu (2021)
- Prix de la Forêt – 3 – Caradak (2006), Olympic Glory (2014), Kinross (2022)
- Prix d'Ispahan – 2 – Halling (1996), Best of the Bests (2002)
- Prix Marcel Boussac – 2 – Ryafan (1996), Sulk (2001)
- Prix du Moulin de Longchamp – 2 – Slickly (2001), Librettist (2006)
- Prix de la Salamandre – 2 – Lord of Men (1995), Aljabr (1998)
- Prix Ganay – 2 – Pelder (1995), Cracksman (2018)
- Grand Prix de Saint-Cloud – 2 – Alkaased (2005), Coronet (2019)
- Prix Maurice de Gheest – 2 – Diktat (1999), Advertise (2019)
- Prix de Royallieu – 2 – Anapurna (2019), Loving Dream (2021)
- Prix Lupin – 1 – Flemensfirth (1995)
- Prix du Cadran – 1 – Sergeant Cecil (2006)
- Critérium de Saint-Cloud – 1 – Passion for Gold (2009)
- Prix de l'Opéra – 1 – Nahrain (2011)
- Critérium International – 2 – Alson (2019), Angel Bleu (2021)

 Irlande
- Irish Derby – 1 – Balanchine (1994)
- Irish Oaks – 5 – Lailani (2001), Vintage Tipple (2003), Blue Bunting (2011), Enable (2017), Star Catcher (2019)
- 2.000 Guinées Irlandaises – 2 – Bachir (2000), Dubawi (2005)
- Irish St Leger – 2 – Kayf Tara (1999), Wicklow Brave (2016)
- Irish Champion Stakes – 6 – Swain (1998), Daylami (1999), Fantastic Light (2001), Grandera (2002), Snow Fairy (2012), Golden Horn (2015)
- Tattersalls Gold Cup – 2 – Daylami (1998), Fantastic Light (2001)
- Pretty Polly Stakes – 2 – Del Deya (1994), Advertise (2018)
- Matron Stakes – 1 – Independence (2001)
- National Stakes – 1 – Dubawi (2004)
- Phoenix Stakes – 1 – Pips Pride (1992)

 Italie
- Derby Italien – 2 – Mukhalif (1999), Mastery (2009)
- Oaks d'Italie – 1 – Nicole Pharly (1997)
- Gran Premio del Jockey Club – 6 – Misil (1993), Shantou (1996), Kutub (2001), Cherry Mix (2005), Schiaparelli (2009), Campanologist (2011)
- Premio Roma – 5 – Legal Case (1990), Misil (1992), Flemensfirth (1996), Sunstrach (2002), Rio De La Plata (2010)
- Premio Vittorio di Capua – 5 – Muhtathir (1999), Slickly (2001, 2002), Ancient World (2004), Rio De La Plata (2010)
- Gran Premio di Milano – 2 – Shantou (1997), Sudan (2007)
- Gran Criterium – 1 – Kirklees (2006)
- Gran Premio d'Italia – 1 – Masad (1992)

 Émirats arabes unis
- Dubai World Cup – 4 – Dubai Millennium (2000), Moon Ballad (2003), Electrocutionist (2006), Country Grammer (2022)
- Dubai Sheema Classic – 3 – Stowaway (1998), Sulamani (2003), Rewilding (2011)
- Dubai Duty Free – 1 – Tamayaz (1997)
- Dubai Golden Shaheen – 1 – Kelly's Landing (2007)
- Dubai Turf – 3 – Lord North (2021, 2022, 2023)
- Jebel Hatta – 2 – Siege (2000), Mahfooth (2001)

 États-Unis
- Breeders' Cup Turf – 5 – Daylami (1999), Fantastic Light (2001), Red Rocks (2006), Dangerous Midge (2010), Enable (2018)
- Breeders' Cup Juvenile Turf – 3 – Donativum (2008), Pounced (2009), Hootenanny (2014)
- Breeders' Cup Filly & Mare Turf – 2 – Ouija Board (2006), Queen's Trust (2016)
- Breeders' Cup Mile – 2 – Barathea (1994), Expert Eye (2018)
- Breeders' Cup Classic – 1 – Raven's Pass (2008)
- Breeders' Cup Juvenile – 1 – Wilko (2004)
- Beverly D. Stakes – 1 – Crimson Palace (2004)
- Santa Anita Handicap – 1 – Newgate (2024)
- Jenny Wiley Stakes – 1 – Beaute Cachee (2024)
- Metropolitan Handicap – 1 – Raging Torrent (2025)

 Allemagne
- Deutschland-Preis – 3 – Luso (1997), Marienbard (2002), Campanologist (2010)
- Grosser Preis von Baden – 3 – Germany (1995), Marienbard (2002), Mamool (2003)
- Preis von Europa – 3 – Kutub (2001), Mamool (2003), Campanologist (2011)
- Bayerisches Zuchtrennen – 3 – Germany (1995), Kutub (2001), Elliptique (2016)
- Deutsches Derby – 1 – Temporal (1991)
- Preis der Diana – 1 – Miss Yoda (2020)

 Hong Kong
- Hong Kong Cup – 3 – Fantastic Light (2000), Falbrav (2003), Ramonti (2007)
- Hong Kong Vase – 2 – Luso (1996), Mastery (2010)
- Hong Kong Mile – 1 – Firebreak (2004)
- Queen Elizabeth II Cup – 1 – Overbury (1996)
- Centenary Sprint Cup – 1 – Firebolt (2002)

 Japon
- Japan Cup – 3 – Singspiel (1996), Falbrav (2002), Alkaased (2005)
- Japan Cup Dirt – 1 – Eagle Café (2002)

 Singapour
- Singapore Gold Cup – 1 – Kutub (2002)
- Singapore Airlines International Cup – 1 – Grandera (2002)

 Canada
- Canadian International Stakes – 4 – Mutafaweq (2000), Sulamani (2004), Joshua Tree (2012), Walton Street (2021)
- E.P. Taylor Stakes – 2 – Timarida (1995), Folk Opera (2008)
- Natalma Stakes – 1 – Wild Beauty (2021)
- Summer Stakes – 1 – Albahr (2021)